# Lesley Fera
Lesley Fera (* 23. November 1971 in Los Angeles, Kalifornien) ist eine US-amerikanische Schauspielerin.

## Karriere
Als Fernsehschauspielerin tritt Fera hauptsächlich in Nebenrollen in Serien wie CSI: Miami, Justice und 24 auf. In der Mysteryserie Pretty Little Liars ist sie seit 2010 in der Rolle der Veronica Hastings zu sehen. In der US-Filmkomödie Herstory spielte sie 2005 die Hauptrolle der Marly.
Am Theater war Fera 2005 in dem Stück Baby Taj von Tanya Shaffer im Mountain View Center for the Performing Arts zu sehen. Am Pacific Resident Theatre in Venice spielte sie in vielen Stücken, so unter anderem die Titelrolle in einer Dramatisierung von Lady Chatterley, einem Roman von D. H. Lawrence, wofür sie mehrere Auszeichnungen erhielt.

## Filmografie (Auswahl)
- 1998: Hinterm Mond gleich links (3rd Rock from the Sun, Fernsehserie, Episode 3x13)
- 1999: Born to Kill – Tödliche Erinnerungen (Born to Kill, Fernsehfilm)
- 2001: The Goddess Within (Kurzfilm)
- 2001: Strong Medicine: Zwei Ärztinnen wie Feuer und Eis (Strong Medicine, Fernsehserie, Episode 2x07)
- 2001: Drew Carey Show (Fernsehserie, Episode 7x06)
- 2004: Emergency Room – Die Notaufnahme (ER, Fernsehserie, Episode 10x12)
- 2004–2010: CSI: Miami (Fernsehserie, 4 Episoden)
- 2005: Herstory
- 2006: Cold Case – Kein Opfer ist je vergessen (Cold Case, Fernsehserie, Episode 4x02)
- 2006–2007: Justice – Nicht schuldig (Justice, Fernsehserie, 2 Episoden)
- 2009–2010: 24 (Fernsehserie, 6 Episoden)
- 2010: Criminal Minds (Fernsehserie, Episode 5x18)
- 2010–2017: Pretty Little Liars (Fernsehserie, 54 Episoden)
- 2018: American Horror Story (Fernsehserie)
- 2019: The Orville (Fernsehserie, Episode 2x2)
- 2024: Navy CIS (Fernsehserie, eine Folge)

## Auszeichnungen
- 2000: Los Angeles Drama Critics Award in der Kategorie Lead Performance für ihre Theaterrolle in Lady Chatterley ‘s Lover
- 2000: Back Stage West Garland Award in der Kategorie performance für ihre Theaterrolle in Lady Chatterley ‘s Lover[2]